# Задні Хірлепи
Задні Хірле́пи (рос. Задние Хирлепы, чув. Кайри Хирлеп) — присілок у складі Аліковського району Чувашії, Росія. Входить до складу Тенеєвського сільського поселення.
Населення — 48 осіб (2010; 57 у 2002).
Національний склад:
- чуваші — 100 %